# Корояни, Константин
 Корояни (Короянин), Константин (около 1750—1788) — офицер Российского императорского флота, участник русско-турецкой войны (1787—1791) годов, Георгиевский кавалер, капитан-лейтенант.

## Биография
Корояни Константин, происходил из греков. В 1771 году поступил на русскую службу. 24 марта 1783 года был принят из корнетов на вакантную должность «за мичмана» и направлен для прохождения обучения Морской кадетский корпус. 10 мая 1784 года, после успешной сдачи экзамена по теории навигационных наук, переименован в мичманы. В 1784—1787 годах ежегодно находился в кампании, плавал в Балтийском море. 1 января 1787 года произведён в лейтенанты, с переводом в Херсон, для службы на судах Черноморского флота.

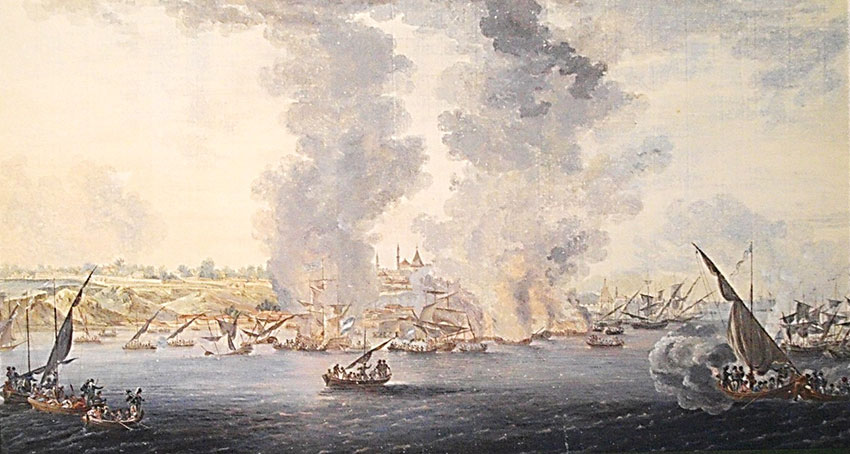
Жан Балтазар де ла Траверс. Морская баталия под Очаковым

Участник действий Черноморского флота под Очаковом в ходе русско-турецкой войны (1787—1791) годов. В октябре 1787 года участвовал в отражении атаки турецких кораблей на русские фрегаты эскадры контр-адмирала Н. С. Мордвинова. Командуя баркасом, вёл огонь по неприятелю, когда противник под натиском русских гребных судов отошёл, преследовал его, подойдя до гасан-пашинской батареи на фальконетный выстрел, продолжал обстрел турецких войск. В июне 1788 года участвовал в морском бою парусной и гребной лиманской эскадры против турецких кораблей около Очакова. Командующий русской эскадры принц К. Г. Нассау-Зиген отметил в своей реляции от 9 июня Корояни, как наиболее отличившегося командира.
В 1788 году за участие в сражениях на днепровском лимане, награждён орденом Святого Георгия 4 класса.
10 октября 1788 года к обстрелу русскими войсками участка крепости Очаков, прилегающего к лиману, подключилась русская гребная эскадра. Однако ее действиям помешала обрушившаяся буря, которая разметала суда, и некоторые из них прибило к очаковскому берегу, где на них обрушился огонь турецкой артиллерии. В пороховую камеру галеры № 6 попала турецкая бомба, командир галеры капитан-лейтенант Корояни и 21 матрос погибли.
В конце 1788 года комиссия Николаевского порта назначила вдове Корояни пособия.